# Peter Hollingworth
Pour les articles homonymes, voir Hollingworth.
Peter Hollingworth, né le 10 avril 1935 à Adélaïde (Australie-Méridionale), est un homme d'Église australien qui est archevêque anglican de Brisbane de 1989 à 2001 avant de devenir le 23e gouverneur général du 29 juin 2001 au 28 mai 2003.
Il doit démissionner après un rapport très critique à son égard sur l'Église anglicane. Le rapport affirme qu'il avait cherché à étouffer plusieurs affaires d'abus sexuels pendant les onze ans où il a occupé le poste d'archevêque de Brisbane.

## Jeunesse et vie sacerdotale
Peter Hollingworth est né à Adélaïde en Australie-Méridionale avant d'aller s'installer avec ses parents à Melbourne en 1940. Après ses études, il commença à travailler pour la société minière BHP Billiton. Hollingworth passait souvent ses moments libres dans la cathédrale anglicane St. Paul où lui serait venue petit à petit son idée de devenir prêtre.
Après son service militaire, il travailla à l’aumônerie de la ville et décida de commencer ses études de théologie à l'Université de Melbourne en 1954. Il obtint sa licence de théologie en 1960. Il fut consacré prêtre par la suite et fut affecté à l'église St Mary à Melbourne. En 1964, il rejoignit la Communauté Ste Laurence, une association charitable anglicane comme aumônier et responsable des jeunes. Il devint directeur de l'association en 1990. Il passa vingt-cinq ans dans la communauté en s'occupant de nombreuses autres associations charitables.
Il fut nommé chanoine de la cathédrale St Paul en 1980 puis évêque du centre ville en 1985. Il avait obtenu dans l'intervalle une maitrise de Travail social et écrit plusieurs livres sur ce type de travail qui devinrent des œuvres de référence.
En décembre 1989, Hollingworth fut élu archevêque de Brisbane. Pendant les années 1990, l'église anglicane du Queensland ainsi que plusieurs autres églises de par le monde furent secouées par des affaires d'abus sexuels sur mineurs.

## Gouverneur général
En mai 2001, sur proposition du Premier Ministre John Howard, Hollingworth fut choisi pour devenir gouverneur général et succéder à Sir William Deane. Après cette annonce, Hollingworth fit savoir que, bien qu'il resta dans les ordres, il n'utiliserait plus son titre d'archevêque ni ses habits sacerdotaux. 
Le 21 mai 2001, Hollingworth reçut son diplôme de docteur en lettres de l'Archevêque de Canterbury, le docteur George Carey.
Le 29 juin 2001, Hollingworth prit ses fonctions de gouverneur-général et de chef des forces armées australiennes.

## Accusations dans des affaires d'abus sexuels
En 2001, au cours d'un procès, on affirma qu'Hollingworth s'était montré indifférent quand il avait été confronté à des histoires de viols d'enfants dans une école anglicane de Toowoomba au Queensland. Dans cette affaire le diocèse anglican de Brisbane fut condamné à payer 834 000 AUD de dommages à un ancien élève victime d'abus sexuels en 1990.
À la suite du procès, en décembre 2001, le journal Courier-Mail révéla l'existence d'une campagne pour demander la destitution d'Hollingworth de son poste de gouverneur général.
Le 14 décembre 2001, une radio d'état, radio 612, diffusa un reportage contenant une interview du psychologue et de l'avocat, Joy Conolly, d'une victime demandant la démission d'Hollingworth. Conolly déclara et répéta sur les chaines de radio et de télévision qu'Hollingworth n'avait rien fait quand il avait été informé des histoires de viols sur enfants.
Dans l'interview, Conolly racontait une longue conversation téléphonique qu'il avait eue avec Hollingworth en 1991: "(Hollingworty parle:) " Je ne peux rien faire, absolument rien faire dans cette histoire"  et je lui dis: "S'il vous plait, appelez les au téléphone et dites leur quelques mots de réconfort" et il me répondit " Je suis fatigué; je suis sous pression; j'ai besoin de repos".
Les affirmations de Conolly furent par la suite récusées par Hollingworth qui affirma qu'il avait essayé plusieurs fois dans l'intervalle de contacter la famille mais sans succès. Il ajouta aussi qu'il avait été limité dans ses réactions par les suites légales de ces affaires et les conséquences financières pour les assureurs du diocèse. il déclara ensuite dans un communiqué: " Je suis désolé que des questions légales et financières nous aient empêché de jouer un rôle plus actif et d'exprimer plus ouvertement l'inquiétude de l'Église pour les problèmes physiques, affectifs et spirituels  des victimes…"
Le 17 février 2002, Channel Nine, dans une émission intitulée " Le gouverneur général: peut-il gouverner?"  rapporta qu'Hollingworth, alors qu'il était archevêque de Brisbane, avait essayé d'étouffer plusieurs affaires d'abus sexuels au début des années 1990.
La plupart de ces accusations concernaient un membre de la direction de l'école de Toowoomba qui avait abusé au moins de deux pensionnaires de l'école et n'avait pas été inquiété. Une association d'aide aux enfants victimes d'abus sexuels se chargea de tenir informées les médias et d'appeler à la démission d'Hollingworth.
Le 18 février, Hollingworth donna une longue interview à la chaine de télévision dans laquelle il s'expliqua sur les accusations portées contre lui. Il exprima sa sympathie aux victimes d'abus sexuels, expliqua les empêchements qu'il avait eu de s'exprimer publiquement par suite des pressions qu'il avait subies à l'époque. On retint surtout de cette interview les réponses qu'il avait faites aux questions sur une relation sexuelle qu'il avait eue au milieu des années 1950 alors qu'il était jeune prêtre avec une jeune fille.
La situation devenait de plus en plus compliquée pour Hollingworth et les appels à la démission se multipliaient.
La situation était sans précédent en Australie: la démission d'un gouverneur général pour des problèmes de conduite personnelle ne s'était jamais présentée. John Howard, qui était le seul à pouvoir mettre fin aux fonctions d'Hollingworth refusa de prendre la décision. 
Pendant ce temps, le successeur d'Hollingworth à l'archevêché de Brisbane, le Dr Phillip Aspinall, décida, au tout début de sa nomination, de nommer une commission d'enquête indépendante sur le comportement du diocèse dans les affaires d'abus sexuels. Pour supprimer tout risque de pression, le premier ministre du Queensland, 
Peter Beattie, accepta de couvrir l'enquête de l'impunité en mai 2003.
La commission examina comment avaient été traitées neuf plaintes d'abus sexuels à l'époque où Hollingworth était archevêque de Brisbane. La commission rendit son rapport le 11 mai 2003.
Dans la majorité des cas, elle conclut que son comportement avait été pertinent. Dans le cas de l'affaire de Toowoomba, la commission estima qu'il n'était pas critiquable, et que, sur les informations disponibles, on pouvait admettre que le directeur de l'école et le conseil d'administration avaient géré l'affaire correctement.
L'un des deux membres de la commission, le professeur Briggs, reprocha à Hollingworth  de ne pas avoir suffisamment exprimé sa compassion aux victimes. Dans un cas, celui d'une jeune fille de 14 ans, où Hollingworth choisit de ne pas présenter les excuses de l'Église à la victime, le professeur Briggs estima que" le Dr Hollingworth aurait dû trouver un moyen pour exprimer sa compassion à la victime"<ref>"there must have been a way in which Dr Hollingworth could have provided some compassionate recognition of the wrong which the Complainant had suffered."</ref>.
L'examen d'une autre affaire, qui n'avait pas beaucoup attiré l'attention jusqu'à la publication du rapport, provoqua des critiques plus sérieuses du comportement d'Hollingworth. Dans cette affaire, un prêtre, John Elliot, avit abusé sexuellement de deux frères. Hollingworth avait interrogé Elliot qui avait reconnu ses fautes. Après l'avoir adressé à un psychiatre et avoir discuté du problème avec d'autres évêques, Hollingworth avait permis à Elliot de continuer son ministère jusqu'à sa retraite, trois ans plus tard, sous réserve qu'il évite les contacts avec les enfants, qu'il travaille autant que possible en compagnie de sa femme et qu'il vienne le voir régulièrement. 
Dans cette affaire, la commission fait de sévères reproches à Hollingworth, déclarant que, même si l'abus sexuel a été un fait isolé, aucun évêque responsable n'aurait dû prendre la décision de laisser continuer son ministère à un pédophile connu et que, même si ce choix a été fait de bonne foi, il n'en reste pas moins indéfendable.
La réaction à la connaissance de ce rapport est une nouvelle avalanche de demande de démission dans les médias. Alors que certains commentateurs disaient qu'il était victime d'une chasse aux sorcières, la plupart d'entre eux réclament sa démission. Plusieurs ministres du gouvernement Howard proposent qu'Hollingworth agisse selon sa conscience, une forme polie de demande de démission.
Dans l'intervalle, en décembre 2002, une plainte a été déposée auprès de la Cour Suprême du Victoria par Rosemary Ann Jarmyn pour demander des dommages et intérêts à Hollingworth, à deux diocèses du Victoria et au gouvernement de l'État. Jarmyn déclare qu'elle avait été violée dans un camp organisé par l'Église anglicane du Victoria, à Ballarat ou Bendigo au début des années 1960 par un homme qu'elle a reconnu par la suite comme étant Hollingworth, grâce à une photographie de lui parue à l'époque dans la revue de la communauté Ste Laurence. Jarmyn demande et obtient de la Cour de ne pas avoir à rencontrer Hollingworth en raison des conséquences psychiques d'une telle rencontre. Rosemary Jarmyn se suicide en avril 2003, mais l'affaire continue en raison d'une plainte de la famille.
L'existence du procès est rendue publique lorsqu'un député de l'opposition, Lindsay Tanner, demande au Parlement si un procès est en cours contre le gouverneur général. Hollingworth fait une déclaration publique indiquant qu'il n'a jamais violé personne, qu'il n'a jamais entendu parler de Jarmyn, qu'il n'a jamais participé à un camp de jeunes à Bendigo ou ailleurs à l'époque et qu'il ne comprend pas ces accusations. Il y a manifestement erreur sur la personne et les juges auraient dû commencer à vérifier l'identité de l'accusé avant de continuer les poursuites. Devant les dénégations d'Hollingworth et de plusieurs témoins clefs, l'affaire est classée sans suite et la famille abandonne finalement la partie. Cette affaire venant s'ajouter au précédent rapport d'enquête, la position d'Hollingworth devenait de plus en plus intenable et il a perdu la confiance publique aussi il est contraint de démissionner.
Le plus ancien dans la fonction des gouverneurs, Guy Green, gouverneur de Tasmanie, assure l'intérim. 
Hollingworth retourna à Melbourne pour assurer diverses fonctions dans les sociétés charitables anglicanes et continua d'exercer son travail pastoral. En retraite, il continue avec l'autorisation de l'archevêque anglican de Melbourne d'assurer les offices et les sermons.